# Луцький шрифт
Луцький шрифт — фірмовий шрифт міста Луцьк, розроблений Кирилом Ткачовим, покликаний доповнити вже наявні елементи впізнаваної айдентики міста, сприяти його популяризації серед туристів і рекламувати за межами області.
Шрифт складають два комплекти прописних літер кирилиці та латинської абетки. Шрифт є декоративним і призначений для коротких (до одного речення) текстів. Основою ідей для деяких форм літер стали приклади української книжкової та журнальної графіки першої половини XX століття.

## Історія створення
Проєкт шрифту отримав фінансову підтримку як один із дев'яти переможців конкурсу соціальних проєктів туристичного спрямування від управління туризму та промоції Луцької міської ради, Active Citizens Ukraine NGO Youth Platform і ГО «Молодіжна платформа» у 2017 році.

## Розповсюдження шрифту
Шрифт Lutsk Type можна безкоштовно завантажити [Архівовано 9 серпня 2020 у Wayback Machine.] з сайту rentafont.com.ua.